# Mouvement d'une étoile
Le mouvement des étoiles sur la sphère céleste n'est pas immédiatement perceptible en raison de leur extrême éloignement. Les étoiles visibles depuis la Terre n'en sont pas moins animées d'un mouvement réel puisqu'elles sont en rotation autour du centre de notre Galaxie, tout comme le Soleil. Mais seul leur mouvement relatif par rapport à la Terre peut être mesuré.

## Le mouvement relatif
Du mouvement d'un astre, on peut en mesurer deux composantes :
1. Le mouvement propre est la vitesse angulaire de l'astre sur la sphère céleste, c'est-à-dire son mouvement apparent. Il se mesure grâce aux comparaisons de positions équatoriales sur des périodes suffisamment longues pour le mettre en évidence.
2. La vitesse radiale mesure la vitesse de déplacement de l'astre le long de l'axe visuel astre-observateur, elle mesure donc la vitesse d'éloignement de l'astre par rapport à la Terre, ou plutôt par rapport au Soleil puisqu'on ne tient pas compte de la rotation de notre planète. La vitesse radiale se déduit des mesures de décalage du spectre lumineux de l'astre.

À condition de connaître la distance de l'astre, il est possible de déduire des deux mesures précédentes :
- La vitesse transversale (ou tangentielle). Celle-ci est la composante orthogonale à l'axe visuel, ou plus précisément orthogonale à la bissectrice de l'angle apparent parcouru dans l'intervalle d'observation. Cet angle se mesure à partir du mouvement propre ; la vitesse transversale dépend en outre de la distance à laquelle l'astre est situé.
- La vitesse relative au Soleil. Elle correspond à la vitesse réelle de l'astre par rapport au Soleil et se déduit de sa vitesse radiale et de sa vitesse transversale.

## Le mouvement du Soleil
Bien que cela soit imperceptible, le Soleil est également en mouvement, il n'existe en effet aucun repère immobile dans l'espace. On est dans le cadre de la relativité galiléenne pour laquelle le mouvement mesuré dépend de celui de l'observateur. Ce qui nous intéresse dans le mouvement du Soleil, c'est son mouvement par rapport au centre de la Galaxie.
On utilise pour cela un système de coordonnées extra-galactique qui a l'avantage d'être très stable, car les points de repère sont extrêmement éloignés et surtout leurs mouvements ne dépendent pas de celui des étoiles de notre Galaxie. Il est donc possible de connaître la vitesse réelle des astres autour du centre de la Galaxie.